# 馬尼基夫齊
49°13′25″N 27°12′7″E / 49.22361°N 27.20194°E
馬尼基夫齊（烏克蘭語：Маниківці）是位於烏克蘭西部的村莊，由赫梅利尼茨基州赫梅利尼茨基區的德拉日尼亚市镇負責管轄。該村處於沃夫喬克河畔，始建於1512年，面積3.69平方公里，海拔高度298米，2001年人口1,210。